# Клубнекамыш морской
Клубнекамыш морской, или Клубнекамыш приморский (лат. Bolboschoenus maritimus), — вид травянистых растений рода Клубнекамыш (Bolboschoenus) семейства Осоковые (Cyperaceae).

## Ботаническое описание

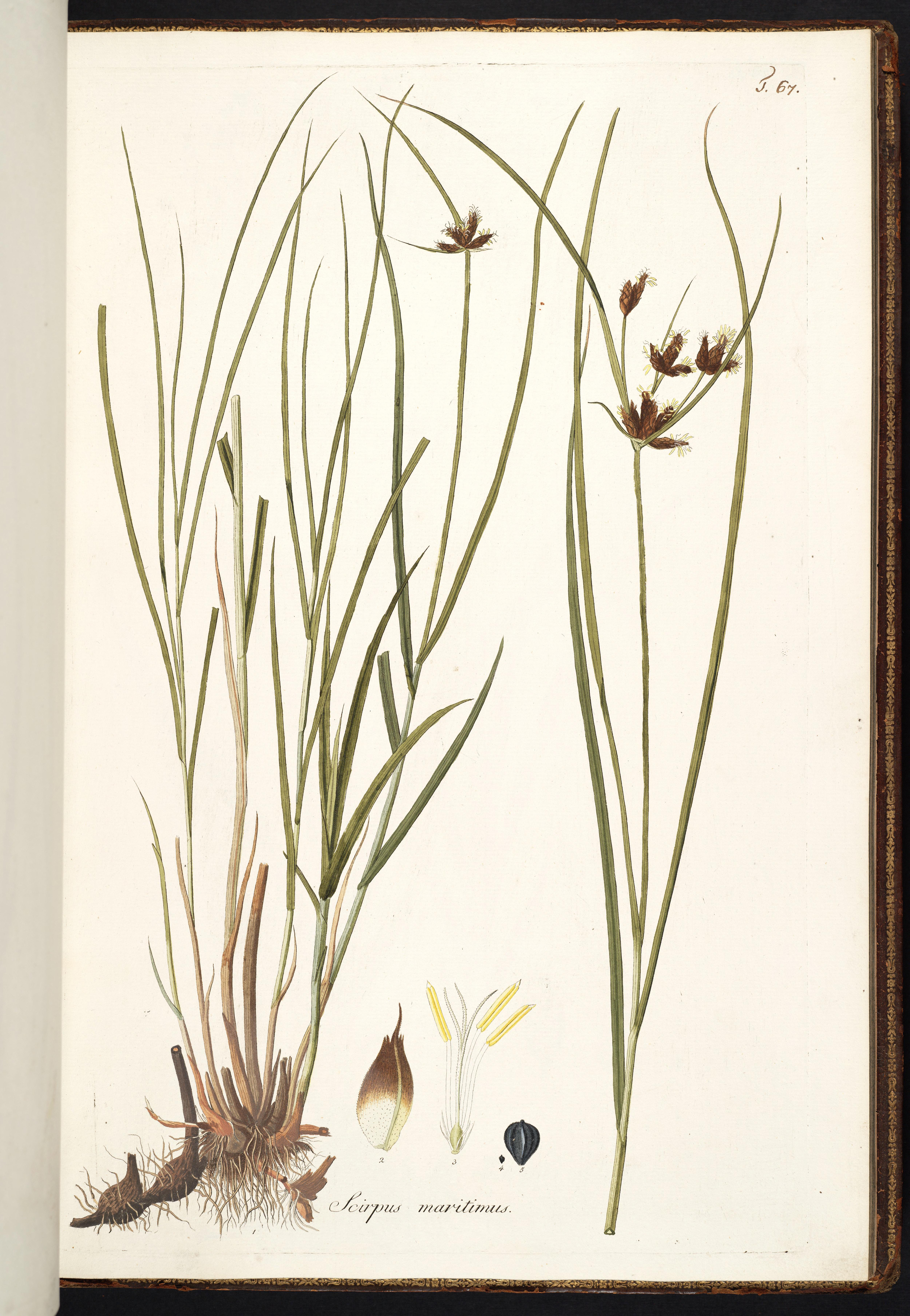

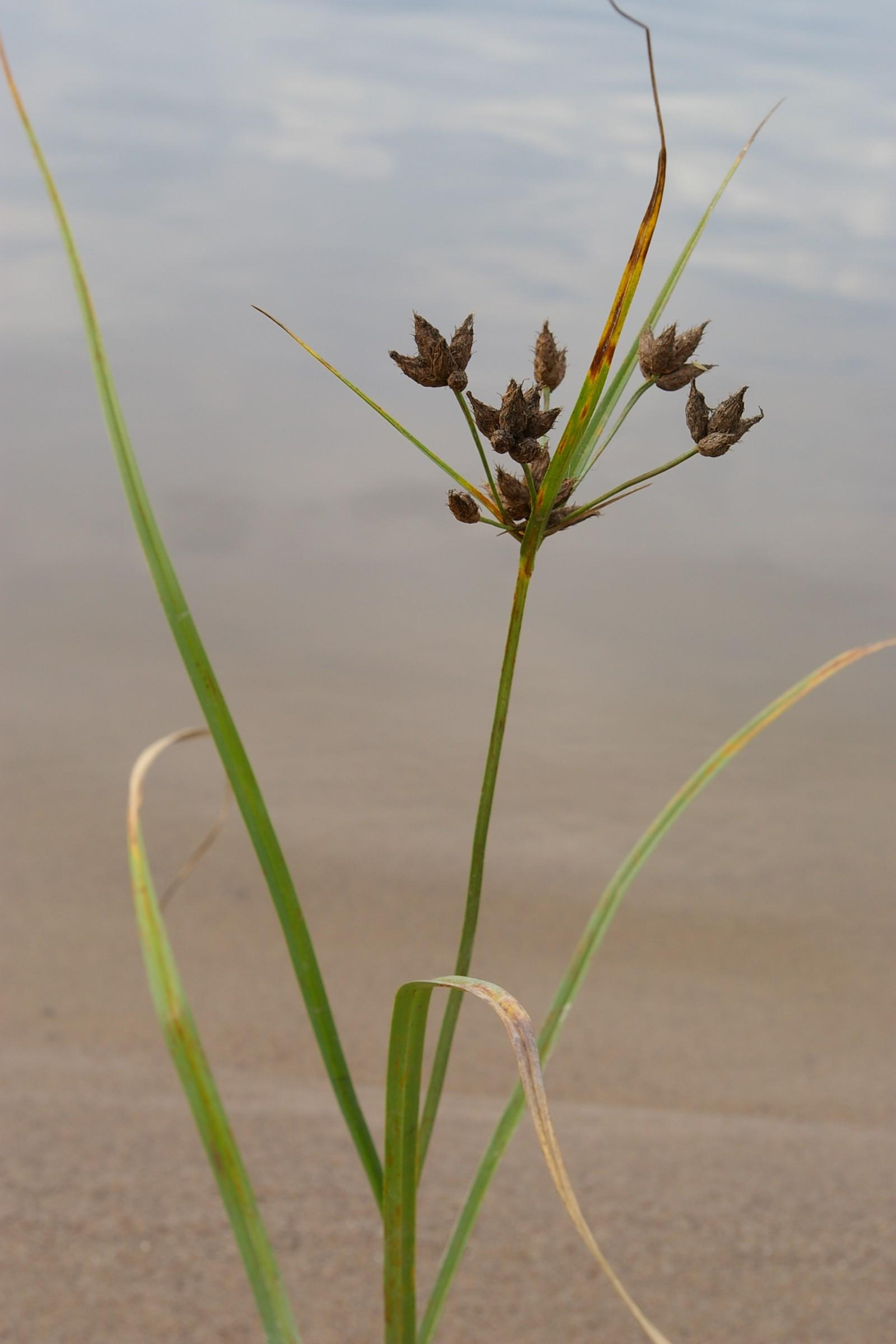
Соцветие

Многолетнее травянистое растение. Корневище шишковидное с подземными шнуровидными, горизонтально ползучими побегами, несущими на концах шаровидные клубни, из которых впоследствии вырастают новые стебли. Стебли в числе немногих или одиночные, прямостоячие, остро-трёхгранные, облиственные, в верхней части шероховатые от мелких зазубрин, 30—100 см высотой и 2—4 мм толщиной. Листья в числе 4—8 расположены в нижней половине стебля и, кроме того, более мелкие в количестве 3, реже 2 — при основании соцветия; нижние — линейные, плоские, на нижней стороне с небольшим килем, на верхушке длинно-заострённые и 3-гранные, по краям мелко-зазубренные, обычно короче стебля или равны ему, 3—7 мм шириной; верхние (прицветные) листья сходны с нижними, но короче и уже их, длиннее соцветия; из них верхний, более крупный (10—20 см длиной), составляет непосредственное продолжение стебля, отчего соцветие кажется боковым.
Колоски многоцветковые, крупные, продолговато-яйцевидные, 10—15 мм длиной и около 5 мм шириной, скученные на верхушке стебля в один или несколько пучков, в последнем случае боковые пучки на более или менее длинных цветоносах. Прицветные чешуйки плёнчатые, бурые, снаружи и по краям усаженные очень мелкими волосками, яйцевидные или продолговато-яйцевидные, 6—8 мм длиной и около 3 мм шириной, на верхушке надрезанные на 2 зубца, между которыми выходит недлинная (1,5—2 мм) жестковатая, усаженная очень короткими шипиками, ость, составляющая продолжение беловатой или зеленоватой выдающейся срединной жилки чешуйки. Околоцветные щетинки, в числе 5—6, втрое короче чешуйки. Пестик с 2—3 рыльцами. Орешек светло-бурый, глянцевитый, широкообратнояйцевидный, сжатый, с одной стороны плоский, с другой — слегка выпуклый, около 3 мм длиной и 2¼ мм шириной, на верхушке с очень маленьким носиком.

## Синонимы
- Bolboschoenus compactus (Hoffm.) Drobow (1913)
- Reigera maritima (L.) Opiz (1852)
- Schoenoplectus maritimus (L.) Lye (1971)
- Schoenus macrostachyus Noë ex Rchb. (1846)
- Scirpocyperus septentrionalis Montandon (1868)
- Scirpus aegyptiacus Poir. (1805)
- Scirpus auronitens Nees & Ehrenb. ex Boeckeler (1870)
- Scirpus boraeanus Tourlet (1908), nom. inval.
- Scirpus cephalotes B.Heyne ex Roth (1821), nom. inval.
- Scirpus compactus Hoffm. (1800)
- Scirpus corymbosus Forssk. (1775), nom. illeg.
- Scirpus cyperoides Lam. (1779), nom. illeg.
- Scirpus decumanus Willd. ex Kunth (1837)
- Scirpus hyalinolepis Steud. ex Jard. (1875)
- Scirpus laciniatus Nees & Ehrenb. ex Boeckeler (1870)
- Scirpus lucidus Less. ex Kunth (1837)
- Scirpus macrostachyos Lam. (1791)
- Scirpus maritimus L. (1753)basionym
- Scirpus megastachyus Steud. (1855)
- Scirpus mucronatus Pollich (1776), nom. illeg.
- Scirpus polyopsis Bubani (1902)
- Scirpus riparius Pers. (1805)
- Scirpus salinus Schmidt ex Steud. (1841)
- Scirpus squarrosulus Steud. (1855)
- Scirpus strobilifer Steud. (1855)
- Scirpus swampianus Bosc ex Kunth (1837)
- Scirpus tridentatus Roxb. (1820)
- Scirpus vulgaris Mazziari (1834)